# Siegbert Alber
Pour les articles homonymes, voir Alber.
Siegbert Alber, né le 27 juillet 1936 à Hechingen et mort le 4 juin 2021, est un juriste et homme politique allemand membre de la CDU.

## Biographie
Siegbert Alber naît le 27 juillet 1936 à Hechingen.
Il est membre du Bundestag de 1969 à 1980.
Siegbert Alber meurt le 4 juin 2021.

## Distinctions
- Croix de commandeur de l'ordre du Mérite